# 李楓 (作家)
李枫，1988年8月31日出生于湖南省，中国当代作家，毕业于中南林业科技大学。

## 经历与作品
2007年，以笔名“李毒爹”参加网络原创大赛，发表小说《召唤喀纳斯水怪》。
2009年，签约最世文化（合约已到期），在杂志《最小说》上发表了《空落单行雨》《堆雪人》《依莫逊》等短篇小说。同年11月起，担任漫画《受不了RELOAD》的脚本创作，共九章。
2010年3月，长篇小说《燃烧的男孩》刊载于《最小说》，随后，该作品出版。
2011年1月，小说《古尔班通古特》夺得《最小说》当月金赏；2月，与郭敬明、落落等人合作的长篇小说《我们约会吧》出版；8月，出版校园题材长篇小说《贝类少年》。
2012年7月，长篇小说《召唤喀纳斯水怪》出版；8月，与安东尼等人合作的游记《下一站·台北》出版。
2015年5月—9月，于杂志《最小说》上连载小说《圣地》；10月，以“喀纳斯”为背景的长篇小说《圣地》出版。

## 争议事件
2017年，李枫指称作家兼导演郭敬明曾对其实施“性骚扰”。郭敬明随后提起诉讼，指控李枫捏造事实，损害其名誉，应已构成诽谤罪。北京市海淀区人民法院审理郭敬明控告李枫犯诽谤罪一案，经审查认为，郭敬明指控李枫犯诽谤罪，缺乏罪证，故于2018年5月14日作出刑事裁定：驳回郭敬明对李枫的起诉。郭敬明不服，提出上诉。2018年8月，北京市第一中级人民法院作出终审裁定：驳回郭敬明的上诉，维持原裁定。